# كلية تكنولوجيا المصايد والأسماك (جامعة أسوان)
كلية تكنولوجيا المصايد والأسماك جامعة أسوان انشئت بالقرار الوزاري رقم 1595 لسنة 2014 حيث بدأت الدراسة بها في العام الجامعي 2013/2014 وتم تخريج أول دفعة في نهاية العام الجامعي 2016/2017.
تحتوى على عدد من التخصصات لكن المتاح حاليا بجامعة اسوان هما تخصصين: 
1- تكنولوجيا المصايد الداخلية _ حيث يقوم الطالب بدراسة ما يتعلق بالحياة البحرية والمصايد البحرية وطرق الصيد والتنوع البيولوجى داخل المسطح المائى ويمكن لخريجه ادارة الموارد السمكية للحفاظ على المخزونات السمكية وتحقيق اقصى استدامة ممكنه للمصيد 
ويقوم ايضا بدراسة الملاحه البحرية وما يتعلق بالحياة البحرية والارصاد الجوية كما يوجد قسم تكنولوجيا تصنيع الاسماك الذى يُدرس للقسمين الاستزراع والمصايد 

2- تكنولوجيا الاستزراع المائى _ حيث يقوم الطالب بدراسة ما يتعلق باستزراع الكائنات المائية من اسماك وقشريات ورخويات وطحالب بحرية بالاضافة الى تربية وتغذية الاسماك وطرق الاستزراع الحديثة ومعداتها وكل ما يتعلق بالاستزراع المائى والتفريخ والتربية للاسماك 
ويقوم ايضا بدراسة مواد تصنيع الاسماك وبعض المواد الاخرى الى تخص الادارة الجيده مثل الارشاد كمواد اساسية مهمه والمواد الاخرى المتعلقة بالادارة. 

## عن الكلية
هي كلية فريدة من حيث النوع والكيف. فالكلية متخصصة في تكنولوجيا المصايد والأسماك وتهدف إلى تنمية الثروة السمكية في مصر وبالكلية عدد خمس برامج اكاديمية ويخدم هذه البرامج الأكاديمية 8 أقسام علمية  تمثل كافة المجالات التي تخدم تنمية الثروة السمكية.
كلية تكنولوجيا المصايد والأسماك تصمم وتنفذ 15 نموذجا للأنواع الأخرى لسفن الصيد، ليدرسها الطلاب، إضافة إلى أن الكلية تقوم بزيارات ميدانية إلى موانئ الصيد بالسويس والإسكندرية وموانئ الصيد بالبحر الأحمر من خلال مقررات التدريب الميدانى التي يدرسها الطلاب.
تستغل الكلية الموارد الطبيعية في بحيرة ناصر لتدريب وتأهيل طلاب كلية تكنولوجيا المصايد والأسماك التي تهتم بالمصايد والاستزراع السمكى وإكسابهم المهارات العلمية كما تسعى كلية تكنولوجيا المصايد والأسماك جاهدة لمواكبة التقدم العلمى في قطاع الثروة السمكية، وتطبيق معايير الجودة وتأهيل الطلاب لسوق العمل.

## أقسام الكلية
هذه الأقسام التي تتضمنها الكلية تتنوع بين الأقسام العلمية التي تتعتمد الدراسة فيها على الزيارات الحقلية والتدريب الميداني (الاستزراع المائي – المصايد السمكية – البيئة المائية) والأقسام النظرية (التنمية البشرية والاقتصادية) التي لاتحتاج إلى معامل أو أجهزة علمية، بينما يكفيها القاعات الدراسية للتدريب والتمرين.
- قسم الاستزراع المائي.
- قسم البيئة المائية.
- قسم التنمية البشرية والاقتصادية.
- قسم العلوم الهندسية.
- قسم المصايد السمكية.
- قسم الملاحات والدراسات البحرية.
- قسم صحة وأمراض الأسماك.
- قسم تكنولوجيا تصنيع الأسماك.